# 공공부조
공공부조(公共扶助)란 사회보장제도의 하나로서 국가와 지방자치단체의 책임 하에 생활 유지 능력이 없거나 어려운 국민의 최저생활을 보장하고 자립을 지원하는 제도를 말한다. “사회보장”이란 출산, 양육, 실업, 노령, 장애, 질병, 빈곤 및 사망 등의 사회적 위험으로부터 모든 국민을 보호하고 국민 삶의 질을 향상시키는 데 필요한 소득ㆍ서비스를 보장하는 사회보험, 공공부조, 사회서비스를 말한다.
공공부조는 최저생활보장에 대한 직접적 공격이며 마지막 안전망이다. 사회보험은 보험료 각출에 대한 권리로 급여권을 보장하지만, 공공부조는 보험료를 각출할 경제적 능력이 부족한 특수한 사람에 대한 생존권적 급여이다. 시장경제체제 속에서 정상적으로 최저생활을 유지할 수 없는 사람을 대상으로 하여, 이들의 경제시장에서의 능력과 상관없이 최저생활을 유지할 수 있도록 물질적ㆍ비물질적 급여를 제공한다.
공공부조를 위한 사회보장입법으로 국민기초생활보장법, 독립유공자예우에관한법률, 의료기본법, 한부모가족지원법 등이 있다.

## 특성
- 빈곤에 대한 최후의 국가적 대응
- 대상자를 선정하여 원조를 제공하는 '선택주의' 제도
- 일반 조세를 통한 재원 조달
- 소득의 재분배적 기능을 도모

## 사회보험과의 차이점
| 구 분         | 공공부조             | 사회보험                |
| ------------- | -------------------- | ----------------------- |
| 목 적         | 사후적 대응(잔여적)  | 사전적 대응(제도적)     |
| 이 념         | 선택주의             | 보편주의                |
| 원 리         | 무차별평등(평등주의) | 비례원리 강조(형평주의) |
| 대 상         | 소수의 빈곤계층      | 국민 전체               |
| 자격요건      | 자산조사             | 기여금 등               |
| 재 원         | 일반조세             | 보험료                  |
| 급여수준      | 사회적 최소한        | 적정선                  |
| 수급권의 성격 | 권리성 약함          | 권리성 강함             |
| 운영주체      | 지방자치단체         | 국가(특수법인)          |